# Maesa pickeringii
Maesa pickeringii är en viveväxtart som beskrevs av Asa Gray. Maesa pickeringii ingår i släktet Maesa och familjen viveväxter. Inga underarter finns listade i Catalogue of Life.